# Tito Jackson
Toriano Adaryll "Tito" Jackson (15 tháng 10 năm 1953 – 15 tháng 9 năm 2024) là một ca sĩ, nghệ sĩ guitar người Mỹ. Ông là một thành viên của nhóm The Jackson 5, là anh trai của nam danh ca Michael Jackson.

## Đời tư

### Gia đình

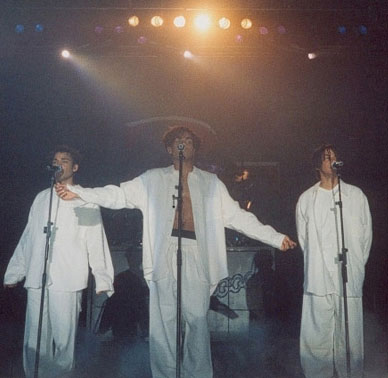
Taryll, TJ và Taj Jackson

Jackson kết hôn với Delores "Dee Dee" Martes vào tháng 6 năm 1972 khi ông mới 18 tuổi và đã ly hôn vào năm 1988. Năm 1994, Martes được phát hiện đã chết trôi nổi trong một hồ bơi. Cái chết ban đầu được phán quyết là tai nạn. Sau đó, doanh nhân Donald Bohana ở Los Angeles đã bị buộc tội và bị kết tội giết người cấp độ hai vào năm 1998.
Cặp đôi này có ba người con trai— Taj (sinh năm 1973), Taryll (sinh năm 1975) và TJ (sinh năm 1978)—họ là thành viên của nhóm nhạc R&B/pop 3T. Jackson có chín người cháu.

### Lễ tưởng niệm Michael
Lễ tưởng niệm Michael Jackson được tổ chức tại Trung tâm Staples vào thứ Ba, ngày 7 tháng 7 năm 2009, tại Los Angeles. Để vinh danh ông, Tito và các anh trai của ông là Marlon, Jackie, Jermaine, và Randy Jackson đã làm người khiêng quan tài, mỗi người đều đeo một chiếc găng tay trắng và kính râm.
Vào ngày kỷ niệm 12 năm ngày mất của Michael, Jackson đã chuyển sang âm nhạc của Michael để tưởng nhớ anh, anh đã nói với tờ Manchester Evening News trong một cuộc phỏng vấn năm 2021. Trong cuộc phỏng vấn, Jackson nói rằng vì sự ra đi của anh trai mình, tháng 6 thật khó khăn để đối phó. Jackson cũng bảo vệ anh trai mình khỏi những cáo buộc chống lại Michael.

### Qua đời
Vào ngày 15 tháng 9 năm 2024, Jackson bị đau tim và qua đời ở tuổi 70 tại Gallup, New Mexico. Jackson đang trên đường đi cùng đối tác kinh doanh Terry Harvey để vận chuyển những chiếc xe cổ của Jackson từ California đến nơi ở mới của anh ở Claremore, Oklahoma thì anh bắt đầu có dấu hiệu đổ mồ hôi và đau ngực. Cảnh sát Gallup cho biết họ đã được cảnh báo về việc Jackson cần được chăm sóc y tế gần một trung tâm mua sắm trước khi anh được xe cứu thương đưa đến bệnh viện địa phương, nơi anh được thông báo là đã qua đời.